# Przygoda na Mariensztacie
Przygoda na Mariensztacie – polski film fabularny z 1953 w reżyserii Leonarda Buczkowskiego, pierwszy powojenny polski film barwny. Wszedł na ekrany w 1954 jako komedia muzyczna przedwojennego mistrza gatunku Ludwika Starskiego, który próbował dostosować swoją twórczość do nowej rzeczywistości i wymogów oficjalnego socrealizmu.

## Opis
Wielostopniowa historia obraca się wokół postaci granych przez Tadeusza Schmidta i Lidię Korsakównę. Tadeusz Schmidt gra Janka Szarlińskiego, murarza-przodownika pracy odbudowującego zrujnowaną Warszawę, a w rolę Hanki Ruczaj, dziewczyny ze wsi odwiedzającej stolicę ze świetlicowym zespołem folklorystycznym, którego jest solistką, wciela się Lidia Korsakówna. Spotykają się w czasie wieczornych występów artystycznych, później razem tańczą, ale rozdzielają się nawet nie poznawszy swoich imion. Kilka miesięcy później po tym, jak Hanka przenosi się do miasta i uczy zawodu murarskiego, odnajdują się ponownie przez przypadek. Jednakże zanim dojdzie do ślubu, muszą jeszcze nauczyć się razem żyć.
Wybór Mariensztatu, XVIII-wiecznej dzielnicy Warszawy w pobliżu Starego Miasta, jako miejsca akcji łączy kilka aspektów filmu, między innymi romans i wysiłek rekonstrukcyjny miasta, jak i bardziej politycznie, tj. odzyskanie dawnej dzielnicy burżuazyjnej przez lud pracujący.
Film jest w dużej mierze nakręcony w naturalnej scenerii. W rzeczywistości jednak wiele scen powstało w Łodzi, a tytułowy rynek Mariensztacki jest tylko ogromną dekoracją.
W filmie śpiewa i występuje zespół Mazowsze, a główną piosenkę wykonuje nastoletnia wówczas Irena Santor, która wtedy w obsadzie, podkładała głos Korsakównie (także dawnej wychowance szkoły w Karolinie). Piosenki (oprócz To idzie młodość) były później przez nich śpiewane z tekstem oczyszczonym z socrealizmu. Oryginalne filmowe słowa pojawiają się w wykonaniu Andrzeja Boguckiego (z chórem Czejanda), skądinąd mieszkającego właśnie na Mariensztacie.
Film został nagrany na kolorowej taśmie produkcji radzieckiej Sowkolor i jest pierwszym w historii pełnometrażowym polskim filmem kolorowym.

## Opis fabuły
Hanka Ruczajówna przyjeżdża z wycieczką do Warszawy. Tu poznaje murarza Janka Szarlińskiego, z którym spędza cały wieczór podczas zabawy na Mariensztacie. Wkrótce dziewczyna wraca do rodzinnej miejscowości, jednak tęsknota za życiem w mieście zmusza ją do powtórnego przyjazdu do stolicy. Ponownie spotyka Janka, przodownika pracy, który przyjmuje ją do swojej brygady murarskiej. Jednak niechęć majstra Leona Ciepielewskiego do kobiet sprawia, że Hanka przenosi się na inną budowę i z koleżankami murarkami rzuca wyzwanie brygadom męskim.

## Obsada
- Lidia Korsakówna – Hanka Ruczaj (Ruczajówna)
- Tadeusz Schmidt – Janek Szarliński
- Adam Mikołajewski – Leon Ciepielewski, majster
- Tadeusz Kondrat – Władek Dobrzyniec, hydraulik
- Stanisław Winczewski – Tokarski, sekretarz POP
- Barbara Rachwalska – Aniela Rębaczowa, majster
- Wanda Bojarska – Ciepielewska, żona majstra
- Wacław Kowalski – Stefan Wachowiak, podmajstrzy murarski
- Edward Dziewoński – przewodnik po Warszawie
- Wojciech Siemion – członek zespołu świetlicowego
- Antonina Gordon-Górecka – dyrektor naczelna przedsiębiorstwa
- Jerzy Szpunar – hydraulik Olek
- Klemens Mielczarek – murarz Wacław Osica
- Wacław Jankowski – warszawiak
- Zofia Wilczyńska – murarka Natalka
- Barbara Bieńkowska – murarka Basia
- Leopold René Nowak – murarz, kolega Janka
- Janina Draczewska – kobieta w Złocieniu
- Joanna Walter – murarka Zosia Bonecka
- Edmund Biernacki – dozorca budowy
- Lucjan Dytrych – przedstawiciel stołecznej Rady Narodowej
- Michał Gazda – murarz, kolega Janka
- Henryk Modrzewski – inżynier
- Stanisław Woliński – Warszawiak
- Janusz Ziejewski – minister
- Feliks Żukowski – dyrektor zjednoczenia
- Henryk Bielski – członek zespołu pieśni i tańca ze Złocieńca
- Tadeusz Janczar – członek zespołu pieśni i tańca ze Złocieńca
- Stanisław Michalski – harmonista
- Halina Mikołajska – murarka
- Józef Nowak – referent
- Władysław Walter – Warszawiak

Źródło: Filmpolski.pl.

## Piosenki
- To idzie młodość (muz. Tadeusz Sygietyński, sł. Ludwik Starski)
- Jak przygoda to tylko w Warszawie (muz. Tadeusz Sygietyński, sł. Ludwik Starski)
- Cyraneczka (muz. Tadeusz Sygietyński, sł. Ludwik Starski)